# Съёмная вышка

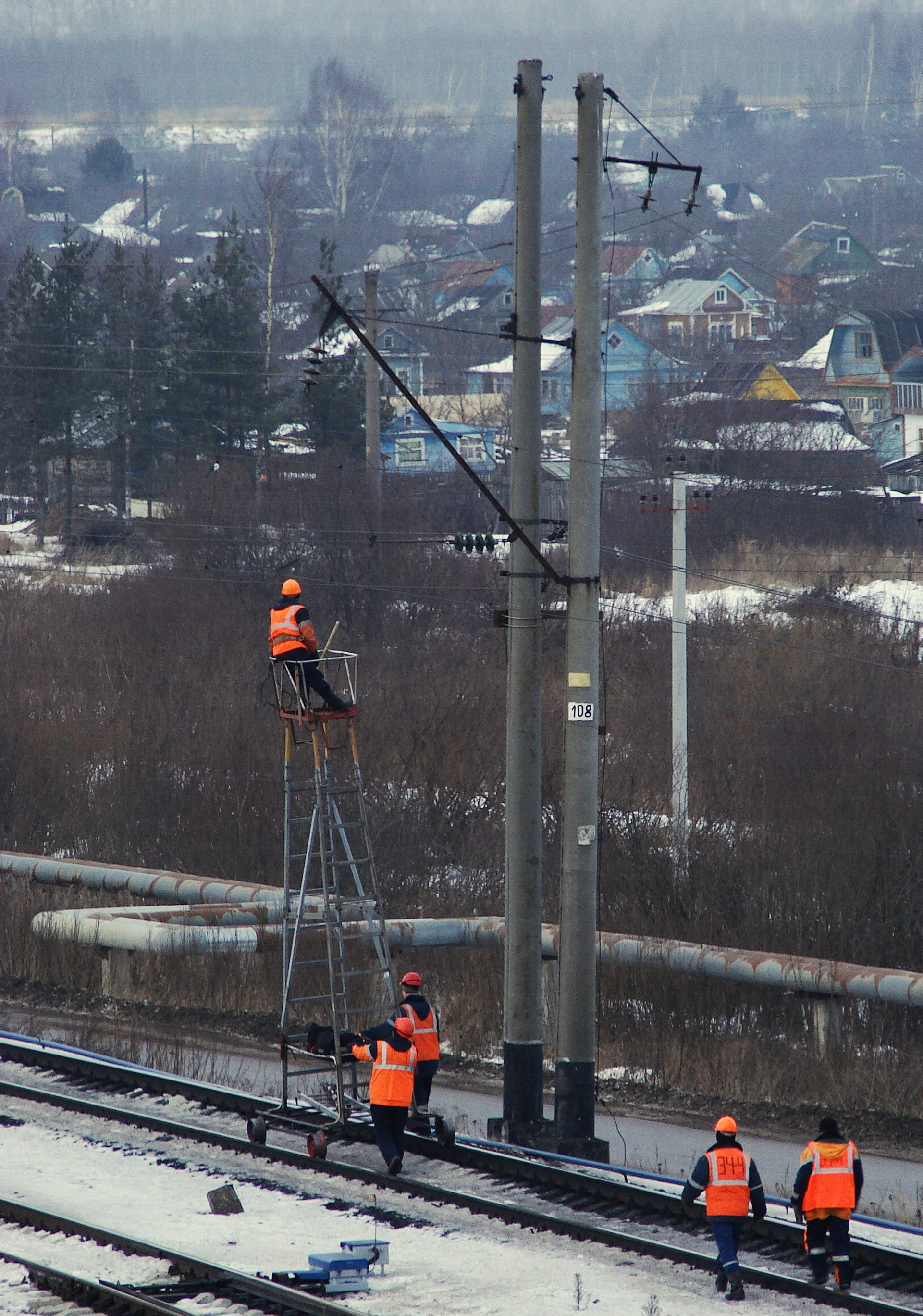
Осмотр контактной сети с применением изолирующей съёмной вышки

Съёмная вышка, (Лейтер, Вышка для обслуживания контактной сети) — средство для технического обслуживания и ремонта контактной сети на железнодорожном транспорте. Используется также для регулировки контактной подвески после её монтажа.

## Конструкция
Съёмная вышка выполняется в виде двух соединённых лестниц, установленных на раме вагонетки (тележки) с колёсным ходом, позволяющим передвигать её по рельсам вручную. В верхней части съёмная вышка имеет рабочую площадку с ограждением (кареткой), в которой могут разместиться два человека. Съёмные вышки бывают:
- изолирующие
- не изолирующие

Изолирующие съёмные вышки предназначены для работы на контактной сети под напряжением. Лестницы такой вышки и раскосы между ними выполняют из токоизолирующего материала. Съёмная вышка снабжена двумя шунтирующими штангами с изолирующими рукоятками, предназначенными для уравнивания потенциала каретки с напряжением контактной сети перед началом работы и отсоединения её от контактной сети при перерыве и окончании работы и при передвижении вышки по рельсам. Колёса съёмной вышки, кроме одного, электрически изолированы от рамы во избежание замыкания рельсовых цепей СЦБ. Неизолированное колесо заземляет нижнюю часть съёмной вышки на тяговый рельс.

## Применение
Съёмная вышка для контактной сети постоянного тока на напряжением 1,5 и 3 кВ применялась с начала электрификации железных дорог, для переменного тока напряжением 25 кВ разработана и впервые применена в 1960 году. Масса изолирующей съёмной вышки более ста килограмм, поэтому её обслуживают не менее четырёх человек (не считая сигналистов), что обеспечивает быстрое снятие её с пути для пропуска поездов.  Применение съёмной вышки не требует занятия пути, т.е. предоставления технологического «окна».

## Технические характеристики
- Высота от уровня головки рельса — не более 5600 мм
- Ширина колеи — 1524 мм
- Грузоподъемность — 240 кг
- Масса — не более 145 кг

Вышка обладает ходовыми качествами, позволяющими продвижение по рельсам со скоростью 5 км/час, при прилагаемом усилии не превышающем 20 кг.